# ティム・ロビンソン (地図製作者)
ティム・ロビンソン（Tim Robinson、1935年 - 2020年4月3日）は、イングランドの著作家、地図製作者。彼の最も知られた作品は、アイルランドのアラン諸島や、アイルランド島西部のコネマラ山地についての著書などがある。

## 生い立ちと教育
イングランドに生まれたロビンソンは、ケンブリッジ大学で数学を学んだ。

## 経歴
イスタンブール、ウィーン、ロンドンでビジュアル・アーティストとして経歴を積んだ後、ロビンソンはゴールウェイ県の沖合いに位置するアラン諸島に定住し、アイルランド西部地方の景観について詳細な研究を始めた。
ロビンソンは、アラン諸島やコネマラ山地、クレア県のバレンなどの地図を製作し、妻マイレアド (Máiréad) とともにラウンドストーンの拠点に設けた印刷所であるフォールディング・ランドスケープス (Folding Landscapes) から出版した。
2巻から成るアラン諸島についての研究書『Stones of Aran』は、地誌的記述や民話伝承などをまとめた書籍として大きく賞賛され、マイケル・ヴァイニーは、「これまでアイルランドで生み出された書物の中でも、最も独創的で、示唆に富み、読者を元気にする作品のひとつだ」と述べた。『Stones of Aran: Pilgrimage』（題名は「アラン諸島の岩石：巡礼」の意）は、海岸沿いに見られる地形を追ったもので、『Stones of Aran: Labyrinth』（題名の副題は「迷宮」の意）は、内陸部を探求したものである。
晩年の著作では、3巻から成るコネマラ山地についての研究書『Listening to the Wind』、『A Little Gaelic Kingdom』、『The Last Pool of Darkness』があった。また、アイルランドの芸術団体「イースダーナ (Aosdána)」の会員である。
ロビンソンはアイルランド文学賞を2度受賞しており、2007年には『Connemara: Listening to the Wind』で Argosy Irish Non-Fiction Book of the Year に、2011年には『Connemara: A Little Gaelic Kingdom』が International Education Services Best Irish-Published Book of the Yearに選ばれた。

## 私生活
2019年コロナウイルス感染症が流行中の
2020年4月3日に、セント・パンクラス病院で、2019新型コロナウイルスによる急性呼吸器疾患により、85歳で死去した。ロビンソンが死去したのは、妻で共同作業者だったマイレアド・ロビンソンに先立たれてから2週間後のことであった。

## おもな著書
- Stones of Aran: Pilgrimage (The Lilliput Press, 1986)
- Connemara: A One-Inch Map, with Introduction and Gazetteer (Folding Landscapes, 1990)
- Stones of Aran: Labyrinth (Lilliput Press, 1995)
- Oileáin Arann: A Map of the Aran Islands, with a Companion to the Map (Folding Landscapes, 1996)
- Setting Foot on the Shores of Connemara (The Lilliput Press, 1996)
- The Burren: A Map of the Uplands of North-West County Clare (Folding Landscapes, 1999)
- My Time in Space (The Lilliput Press, 2001)
- Tales and Imaginings (The Lilliput Press, 2002)
- Connemara: Listening to the Wind (Penguin Ireland, 2006)
- Connemara: The Last Pool of Darkness (Penguin Ireland, 2008)
- Connemara: A Little Gaelic Kingdom (Penguin Ireland, 2011)

### 書評
- review of Connemara: Listening to the Wind by Joseph O'Connor, Guardian
- review of Rock of Ages by Robert Macfarlane, Guardian